# Ambasciatore del Regno Unito in Belgio
L'Ambasciatore del Regno Unito in Belgio è il primo rappresentante diplomatico Regno Unito in Belgio e responsabile della missione diplomatica del Regno Unito in Belgio. Il titolo ufficiale è l'ambasciatore di Sua Maestà Britannica nel Regno del Belgio.

## Capi missione

### Inviati straordinari ai governatori generali dei Paesi Bassi spagnoli
- 1600–1601: Thomas Edmondes
- 1605-1609: Thomas Edmondes
- 1620: Sir Edward Conway
- 1665: Sir William Temple
- 1671: Sir Robert Southwell Ambassador[1]
- 1689–1692: John Andrew Eckhart Resident[2]
- 1692–1696: Robert Wolseley[2]
- 1696–1699: Richard Hill[2]
- 1699–1701: Mr Marmande[2]

### Inviati straordinari a Bruxelles
- 1706–1707: George Stepney[2]
- 1707–1712: John Lawes[2]
- 1707–1711: William Cadogan[2]

### Inviati alla corte imperiale a Bruxelles
- 1711–1713: Charles Boyle, IV conte di Orrery[2]
- 1712–1715: John Lawes[2]
- 1714–1715: William Cadogan[2]
- 1715–1724: William Lethes[2]
- 1722–1745: Robert Daniel[2]
- 1742–1744: Onslow Burrish[2]
- 1752–1757: Solomon Dayrolles[2]
- 1757–1763: Relazioni diplomatiche interrotte a causa della Guerra dei sette anni[2]
- 1763–1765: Sir James Porter[2][3]
- 1765–1777: William Gordon[3]
- 1777–1783: Alleyne Fitzherbert[3]
- 1783–1792: George Byng, IV visconte Torrington[3]
  - 1789–1792: Francis Wilson[4]
- 1792–1794: Thomas Bruce, VII conte di Elgin[3]

### Inviato Straordinario e Ministro Plenipotenziario
- 1830: John Ponsonby, I visconte Ponsonby[5]
- 1831–1835: Robert Adair[5]
  - 1835–1836: Henry Bulwer, I barone Dalling e Bulwer[5]
- 1836–1845: George Hamilton Seymour[5]
  - 1845–1846: Thomas Waller, Chargé d'Affaires[5]
- 1846–1868: Charles Ellis, VI barone Howard de Walden
- 1868–1883: John Savile, I barone Savile[6]
- 1883–1884: Edward Malet[7]
- 1884–1892: Hussey Vivian, III barone Vivian[8]
- 1892-1893: Edmund Monson[9]
- 1900–1906: Sir Constantine Phipps
- 1906–1911: Arthur Henry Hardinge
- 1911–1919: Sir Francis Hyde Villiers

### Ambasciatori
- 1919–1920: Sir Francis Hyde Villiers
- 1920–1928: Sir George Grahame
- 1928–1933: Granville Leveson-Gower, III conte Granville
- 1933–1934: Sir George Clerk
- 1934–1937: Sir Esmond Ovey
- 1937–1939: Sir Robert Clive
- 1939–1944: Sir Lancelot Oliphant
- 1944–1947: Sir Hughe Knatchbull-Hugessen[10]
- 1947–1950: Sir George Rendel
- 1950–1951: Sir John Le Rougetel
- 1951–1955: Sir Christopher Warner
- 1955–1960: Sir George Labouchere
- 1960–1963: Sir John Nicholls
- 1963–1969: Sir Roderick Barclay
- 1969–1974: Sir John Beith
- 1974–1978: Sir David Muirhead
- 1979–1981: Sir Peter Wakefield
- 1982–1985: Sir Edward Jackson
- 1985–1989: Sir Peter Petrie
- 1989–1992: Robert James O'Neill
- 1992–1996: Sir John Gray
- 1996–2001: David Colvin
- 2001–2003: Gavin Hewitt
- 2003–2007: Richard Kinchen
- 2007–2010: Rachel Aron
- 2010–2014: Jonathan Brenton
- 2014–2019: Alison Rose
- 2019–oggi: Martin Shearman